# Regió de Litzmannstadt
La Regió de Litzmannstadt (en alemany: Regierungsbezirk Litzmannstadt), fins al 1941 coneguda com a Regió de Kalisch, va ser una regió administrativa (Regierungsbezirk) del Reichsgau de Wartheland. Va existir des del 1939 fins al 1945. La seva capital era la ciutat de Litzmannstadt (Łódź).

## Història
Després de l'ocupació de Polònia, la regió de Litzmannstadt va ser creada dins del Reichsgau de Wartheland. La regió va ser dissolta al 1945 després de la derrota de l'Alemanya nazi a la Segona Guerra Mundial i el territori va passar a formar part de la República Popular de Polònia.

## Divisió administrativa

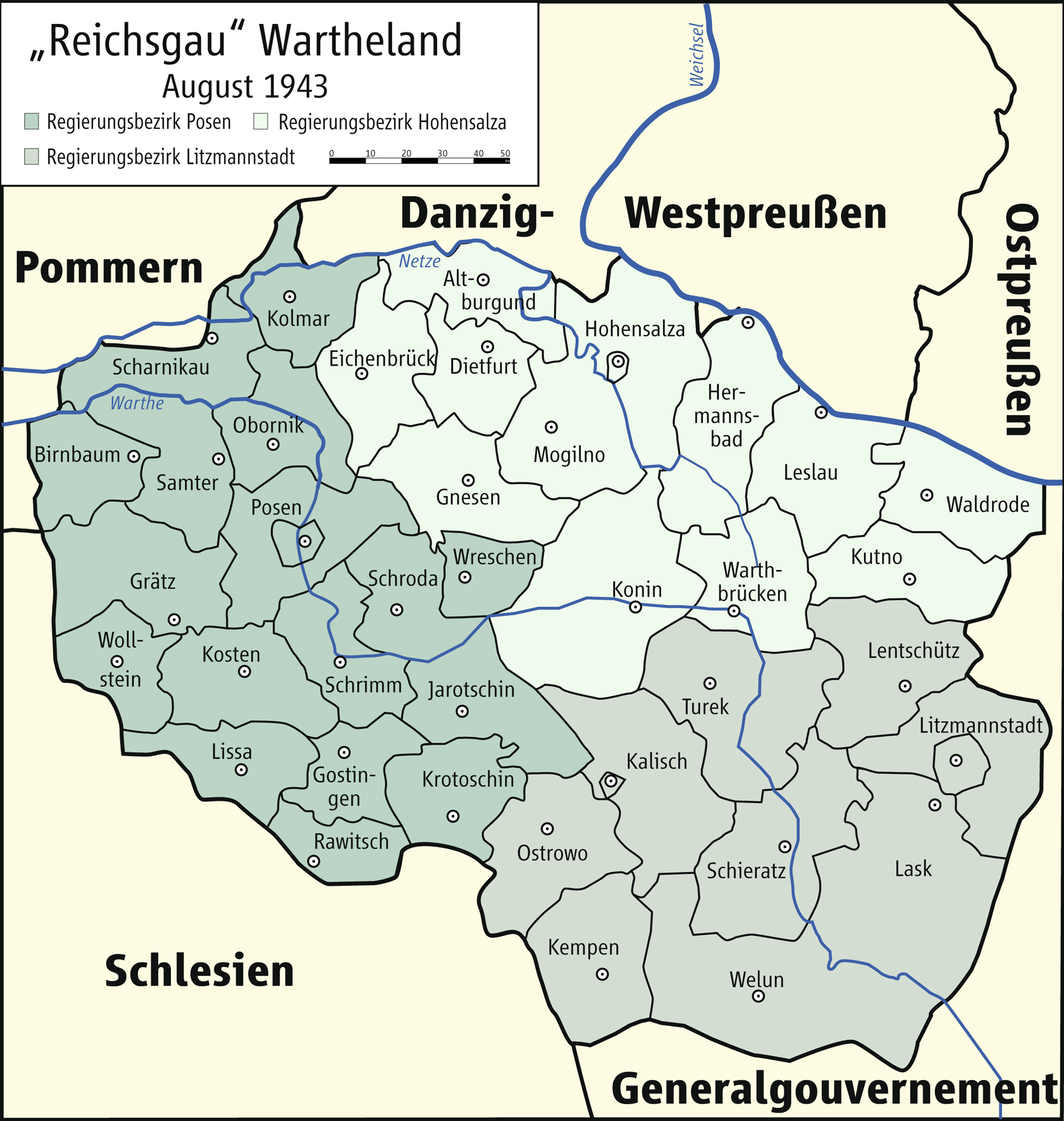
Divisió administrativa del Wartheland

| Kreise (districtes rurals) | Kreisfreie Städte (districte urbà) |
| --- | ---------------------------------- |
| 1. Districte de Kalisch 2. Districte de Kempen 3. Districte de Lask 4. Districte de Lentschütz 5. Districte de Litzmannstadt 6. Districte d'Ostrowo 7. Districte de Schieratz 8. Districte de Turek 9. Districte de Welun | 1. Kalisch 2. Litzmannstadt        |